# Córdoba Open 2024 - Qualificazioni singolare
Le qualificazioni del singolare del Córdoba Open 2024 sono un torneo di tennis preliminare per accedere alla fase finale della manifestazione. I vincitori dell'ultimo turno sono entrati di diritto nel tabellone principale. In caso di ritiro di uno o più giocatori aventi diritto, a questi sono subentrati i lucky loser, ossia i giocatori che hanno perso nell'ultimo turno ma che avevano una classifica più alta rispetto agli altri partecipanti che avevano comunque perso nel turno finale.

## Teste di serie
1. Thiago Agustín Tirante (ultimo turno, lucky loser)
2. Luciano Darderi (qualificato)
3. Corentin Moutet (primo turno)
4. Román Andrés Burruchaga (qualificato)

1. Genaro Alberto Olivieri (primo turno)
2. Ivan Gachov (primo turno)
3. Marco Cecchinato (ultimo turno)
4. Santiago Fa Rodríguez Taverna (primo turno)

## Qualificati
1. Facundo Bagnis
2. Luciano Darderi

1. Federico Agustín Gómez
2. Román Andrés Burruchaga

### Lucky loser
1. Thiago Agustín Tirante

## Tabellone

### Sezione 1
|  | Primo turno | Primo turno                   | Primo turno                   | Primo turno | Primo turno |  |  | Ultimo turno | Ultimo turno           | Ultimo turno           | Ultimo turno | Ultimo turno |  |
|  |             |                               |                               |             |             |  |  |              |                        |                        |              |              |  |
|  | 1           | Thiago Agustín Tirante        | Thiago Agustín Tirante        | 6           | 6           |  |  |              |                        |                        |              |              |  |
|  | WC          | Alex Barrena                  | Alex Barrena                  | 3           | 4           |  |  | 1            | Thiago Agustín Tirante | Thiago Agustín Tirante | 65           | 2            |  |
|  |             | Facundo Bagnis                | Facundo Bagnis                | 6           | 6           |  |  |              | Facundo Bagnis         | Facundo Bagnis         | 7            | 6            |  |
|  | 8           | Santiago Fa Rodríguez Taverna | Santiago Fa Rodríguez Taverna | 0           | 0           |  |  |              |                        |                        |              |              |  |

### Sezione 2
|  | Primo turno | Primo turno          | Primo turno          | Primo turno | Primo turno |  |  | Ultimo turno | Ultimo turno     | Ultimo turno     | Ultimo turno | Ultimo turno |  |
|  |             |                      |                      |             |             |  |  |              |                  |                  |              |              |  |
|  | 2           | Luciano Darderi      | Luciano Darderi      | 6           | 6           |  |  |              |                  |                  |              |              |  |
|  |             | Alessandro Giannessi | Alessandro Giannessi | 2           | 0           |  |  | 2            | Luciano Darderi  | Luciano Darderi  | 6            | 7            |  |
|  |             | Andrea Collarini     | Andrea Collarini     | 7           | 6           |  |  |              | Andrea Collarini | Andrea Collarini | 3            | 63           |  |
|  | 6           | Ivan Gachov          | Ivan Gachov          | 65          | 1           |  |  |              |                  |                  |              |              |  |

### Sezione 3
|  | Primo turno | Primo turno             | Primo turno             | Primo turno | Primo turno |  |  | Ultimo turno | Ultimo turno           | Ultimo turno           | Ultimo turno | Ultimo turno |  |
|  |             |                         |                         |             |             |  |  |              |                        |                        |              |              |  |
|  | 3           | Corentin Moutet         | 6                       | 3           | 61          |  |  |              |                        |                        |              |              |  |
|  | Alt         | Federico Agustín Gómez  | 2                       | 6           | 7           |  |  | Alt          | Federico Agustín Gómez | Federico Agustín Gómez | 6            | 6            |  |
|  | Alt         | Renzo Olivo             | Renzo Olivo             | 6           | 6           |  |  | Alt          | Renzo Olivo            | Renzo Olivo            | 4            | 4            |  |
|  | 5           | Genaro Alberto Olivieri | Genaro Alberto Olivieri | 4           | 2           |  |  |              |                        |                        |              |              |  |

### Sezione 4
|  | Primo turno | Primo turno             | Primo turno             | Primo turno | Primo turno |  |  | Ultimo turno | Ultimo turno            | Ultimo turno            | Ultimo turno | Ultimo turno |  |
|  |             |                         |                         |             |             |  |  |              |                         |                         |              |              |  |
|  | 4           | Román Andrés Burruchaga | Román Andrés Burruchaga | 6           | 6           |  |  |              |                         |                         |              |              |  |
|  | WC          | Hernán Casanova         | Hernán Casanova         | 4           | 2           |  |  | 4            | Román Andrés Burruchaga | Román Andrés Burruchaga | 6            | 6            |  |
|  | PR          | Nicolás Kicker          | Nicolás Kicker          | 1           | 4           |  |  | 7            | Marco Cecchinato        | Marco Cecchinato        | 3            | 0            |  |
|  | 7           | Marco Cecchinato        | Marco Cecchinato        | 6           | 6           |  |  |              |                         |                         |              |              |  |